# Goodbye and good luck
goodbye and good luck(с англ. — «прощай и желаю удачи») — это второй сингл японской рок-группы the brilliant green, выпущенный 1 декабря 1997 года лейблом Sony.

## Комментарий
Все песни сингла все ещё на английском языке. Как и с первым синглом ни одна песня не входит в альбомы, кроме сборника синглов. Синглу удается попасть в чарт Oricon (71 место), после 4-го сингла группы.
Главная песня имеет Piano arrange версию на стороне Б сингла Ash Like Snow группы.
Заглавная песня, также была выбрана в качестве конечной музыкальной темы для рождественского представления «Карамельная коробка театральной труппы».
Все тексты написаны Томоко Кавасэ, вся музыка написана Сюнсаку Окуда.
| №                   | Название                                       | Аранжировка         | Длительность |
| ------------------- | ---------------------------------------------- | ------------------- | ------------ |
| 1.                  | «Goodbye and Good Luck» (Прощай и желаю удачи) | the brilliant green | 4:32         |
| 2.                  | «Yes» (Да)                                     | the brilliant green | 2:41         |
| 3.                  | «I Never Dreamed» (Я Никогда не мечтала)       | the brilliant green | 3:54         |
| 4.                  | «Mister Moon» (Мистер Луна)                    | the brilliant green | 4:55         |
| Общая длительность: | Общая длительность:                            | Общая длительность: | 16:03        |